# Frédérica
Pour plus de détails, voir Fiche technique et Distribution.
Frédérica est un film français réalisé par Jean Boyer, sorti en 1942.

## Synopsis
Gilbert Legrant, chanteur-compositeur et propriétaire du cabaret La cage à musique, est sur le point d’épouser Lilette. Cette jeune femme snob et futile a sauvé son cabaret des huissiers, avec l'argent d’un de ses soupirants, Julien Blanchet. En fouillant dans le bureau de Gilbert, Lilette découvre des lettres d'amour écrites à une certaine Frédérica. Elle ignore qu'il ne s'agit que d'une femme idéale qu’il s'est inventée. 
Son ami Théodule va essayer d’arranger la chose en produisant une fausse Frédérica, qui n‘est autre que Claudine, sa petite amie. Hélas, celle-ci, amoureuse de Gilbert, surjoue son rôle et se querelle avec Lilette.
Mais l’affaire se complique encore lorsqu'une vraie Frédérica, qui se figure être la vraie destinataire des lettres de Gilbert, débarque de Davos.

## Fiche technique
Source : IMDb, sauf mention contraire
- Réalisateur : Jean Boyer
- Scénariste : Jean de Letraz adaptation de sa pièce de théâtre Épousez-nous, Monsieur
- Musique du film : Henri Forterre et Georges Van Parys
- Directeur de la photographie : Lucien Joulin
- Montage : Andrée Danis
- Décorateur de plateau : Pierre Marquet
- Ingénieur du son :  Jean Rieul
- Société(s) de production : Jason Films
- Format :  Noir et blanc - 1,37:1 - 35 mm - Son mono
- Pays d'origine :  France
- Durée : 92 minutes
- Genre : Comédie
- Date de sortie :	
  - France : 18 novembre 1942
- Affiche : Roger Cartier (France)

## Distribution
- Charles Trenet : Gilbert Legrant, un chanteur-compositeur qui écrit des lettres à Frédérica, une femme idéale mais fictive qu'il s'est inventée
- Elvire Popesco : Frédérica, une femme séduisante qui se figure qu'elle est la Frédérica des lettres de Gilbert
- Rellys : Théodule, un ami de Gilbert
- Suzet Maïs : Lilette, la fiancée de Gilbert
- Jacqueline Gauthier : Claudine, la petite amie de Théodule
- Jacques Louvigny : le baron Auguste Chatelard de Gontrais, le prétendant de Frédérica
- Hélène Dartigue : Anaïs
- Jean-Louis Allibert : le tailleur
- Hélène Tossy : La vendeuse
- Robert Arnoux : Julien Blanchet, le prétendant de Lilette
- Maurice Baquet : un ami de Gilbert
- Francis Blanche : un ami de Gilbert
- Christian-Gérard : un ami de Gilbert
- Georges Simmer : un ami de Gilbert